# Медаль прогресса (Фотографическое общество Америки)
Медаль прогресса (англ. Progress Medal) — высшая награда Фотографического общества Америки. Вручается за выдающийся вклад в продвижение фотографии или связанные с ней достижения. Награждение проводится с 1948 года.

## Лауреаты
Медалью награждены:
- 1948: Кеннет Мис[англ.]
- 1949: John Dudley Johnston
- 1950: Лойд Джонс[англ.]
- 1951: Джордж Годдард[англ.]
- 1952: Уолт Дисней
- 1953: нет награждённых
- 1954: Генри Люс
- 1955: Гарольд Эджертон
- 1956: John I. Crabtree
- 1957: Эдвард Уэстон
- 1958: Рой Страйкер
- 1959: W. R. Hunter, Dr. D. M. Packer, J. D. Purcell, Dr. Richard Tousey
- 1960: Эдвин Лэнд
- 1961: Ллойд Варден[англ.]
- 1962: Herman Hans Duerr
- 1963: Мелвилл Гросвенор[англ.]
- 1964: Deane Rowland White
- 1965: Бьюмонт Ньюхолл[англ.]
- 1966: Adolf Fassbender
- 1967: Эдвард Стайхен
- 1968: C. B. Neblette
- 1969: Энсел Адамс
- 1970: Леопольд Годовский-младший[англ.]
- 1971: Виктор Хассельблад[англ.]
- 1972: Кэтрин Блоджетт
- 1973: Генри Гибсон[англ.]
- 1974: Harris B. Tuttle
- 1975: Джон Отт[англ.]
- 1976: Wesley T. Hanson Jr.
- 1977: Жак-Ив Кусто
- 1978: Allen G. Stimson
- 1979:  Годфри Хаунсфилд
- 1980:  Аллан Кормак
- 1981: Paul Arnold
- 1982: Herbert T. Robinson
- 1983: John G. Mulder
- 1984: Клифтон Эдом[англ.]
- 1985: Артур Ротштейн[англ.]
- 1986:  Уиллард Бойл и  Джордж Смит
- 1987: Альфред Эйзенштадт
- 1988: Robert Edward Booms и James T. Kofron
- 1989: Элиот Портер[англ.]
- 1990: Фримен Паттерсон[англ.]
- 1991:  Джек Килби и Роберт Нойс
- 1992: Гордон Паркс[англ.]
- 1993: Дэвид Малин
- 1994: нет награждённых
- 1995: Albert L. Sieg
- 1996: Scott A. Brownstein
- 1997: Леннарт Нильссон
- 1998: George D. Lepp
- 1999: Tung Jeong
- 2000: Robert Q. Fugate
- 2001: Томас Нолл и Джон Нолл
- 2002: Джон Шоу[англ.]
- 2003: Эрик Фоссум[англ.]
- 2004: Дейвид Мьюнч[англ.]
- 2005: Ларри Хорнбэк[англ.]
- 2006: Стивен Сассон[англ.]
- 2007: Франс Лантинг[англ.]
- 2008: Minoru Usui
- 2009: Фелис Франкель[англ.]
- 2010: Арт Вулф
- 2011: Нобукадзу Тэраниси[англ.]
- 2012: Фудзи Масуока
- 2013: Кен Бёрнс
- 2014: Тим Бернерс-Ли
- 2015: Ник Вудман и GoPro, Inc.
- 2016: Мацуи Суто (Masuji Suto)
- 2017: Ник Холоньяк
- 2018: Филипп Кан